# Synagoga Postępowa w Tarnowie
Synagoga Postępowa w Tarnowie – nieistniejąca synagoga wzniesiona przez Żydów postępowych w Tarnowie. W 1939 roku hitlerowcy spalili synagogę, do dziś pozostał po niej pusty plac.

## Historia
Fundatorem Synagogi Postępowej było Pierwsze Izraelskie Stowarzyszenie Templowe w Tarnowie, założone przez wspólnotę skłaniającą się ku ideom judaizmu reformowanego, zwolenników haskali, cechujących się dużą otwartością na wpływy zewnętrzne, wyemancypowanych i kulturowo zaadaptowanych. W anonsach prasowych publikowanych w „Tygodniku Żydowskim” używano nazwy Synagoga Postępowa (Templum). Posługiwanie się nazwą świątynia (łac.Templum, niem. Tempel) świadczyło o porzuceniu nadziei na odbudowę Świątyni Jerozolimskiej, którą miała zastąpić świątynia w nowej ojczyźnie. Przejawem asymilacji Żydów postępowych było wdrożeniem wzorców chrześcijańskich do żydowskiej architektury sakralnej. 
Synagoga Postępowa w Tarnowie znajdowała się w zachodniej pierzei ul. Św. Anny. Została wzniesiona w II połowie XIX wieku. Ostateczna bryła budynku ukształtowała się w latach 1905–1906. 8 lipca 1905 zarząd stowarzyszenia wystąpił do magistratu o zgodę na przeprowadzenie przebudowy, tydzień później burmistrz Witold Rogoyski wydał stosowne pozwolenie. Projekt przebudowy przygotował budowniczy miejski Leon Schwanenfeld. 11 września 1906 zarząd stowarzyszenia przekazał „do łaskawej wiadomości, że przebudowa jego realności przy ulicy Św. Anny l. 10 została według zatwierdzonego ze strony Świetnego Magistratu planu przeprowadzona i ukończona”. Dokumenty wraz z planami i szkicami budynku przed i po remoncie zachowały się do dziś. Z planów i szkiców wynika, że w czasie prac dobudowano apsydę i przekomponowano elewację frontową budynku. Była to stosunkowo nieduża synagoga, murowana i otynkowana, jednonawowa z antresolą na podniesieniu. 
Nabożeństwa odbywały się według zasad zreformowanej w XIX wieku liturgii, odbiegały od nabożeństw w tradycyjnych bożnicach, a przypominały nieco nabożeństwa w świątyniach protestanckich. Wygłaszano w niej cotygodniowe kazania w języku polskim. Synagoga wyposażona była w organy; w tradycyjnych synagogach tego nie praktykowano, nabożeństwa uświetniał śpiew chóru. 
Dwa miesiące po rozpoczęciu okupacji niemieckiej synagoga została zniszczona. 9 listopada 1939 roku, w rocznicę nocy kryształowej, Niemcy podpalili synagogę, nie pozwolono na wyniesienie sprzętu ani gaszenie pożaru. Podobny los spotkał cztery inne tarnowskie synagogi, w tym Starą Synagogę i Synagogę Jubileuszową. Pozostałe tarnowskie synagogi Niemcy zniszczyli w późniejszym czasie. Nigdy nie została odbudowana, pozostał po niej pusty plac.